# چیکاهیتو کوئیزومی
چیکاهیتو کوئیزومی (小泉 親彦 Koizumi Chikahiko, ؛ ۹ سپتامبر ۱۸۸۴ – ۱۳ سپتامبر ۱۹۴۵) سیاست‌مدار و پزشک ارتش اهل ژاپن بود.
پس‌از فارغ‌التحصیل شدن از دانشگاه توکیو، او به ارتش ژاپن پیوست. در سال ۱۹۳۴ ژنرال ارشد ارتش امپراتوری ژاپن شد.
چیکاهیتو در سال‌های ۱۹۴۱ تا ۱۹۴۴ میلادی وزیر بهداشت، کار و رفاه در کابینه فومیمارو کونوئه و توجو هیدکی بود. در این مدت او برای پیشگیری از بیماری سل فعالیت و از مراقبت سلامتی همگانی حمایت می‌کرد.
پس از شکست در جنگ اقیانوس آرام، به‌عنوان وزیر، مورد سوء ظن جنایات جنگی قرار گرفت. کوئیزومی از شرکت در تحقیقات خودداری، و با هاراکیری، خودکشی کرد.